# Старкина, София Вячеславовна
Софи́я Вячесла́вовна Ста́ркина (2 декабря 1965, Ленинград, СССР — 12 августа 2014) — российский литературовед. Исследовательница русского литературного авангарда, специалист по Велимиру Хлебникову. Автор первой биографии Хлебникова — «Велимир Хлебников. Король времени» (2005), организатор и главный редактор сайта «Мир Велимира Хлебникова».

## Биография
София Старкина родилась 2 декабря 1965 года в Ленинграде. Ещё в школьном возрасте заинтересовалась Велимиром Хлебниковым, информации о котором в 1970-е годы было очень мало, а затем сохранила этот интерес на всю жизнь.
В 1990 году окончила русское отделение филологического факультета Ленинградского государственного университета. Курсовая и дипломная работы Софии Старкиной были посвящены Велимиру Хлебникову. Своим учителем в хлебниковедении она считала Рудольфа Дуганова.
Считаю, что мне повезло — успела поработать с теми исследователями, которые до меня десятилетиями занимались наследием Хлебникова. Таких ярких, харизматических личностей я прежде не встречала! Причём эти люди работали, зная, что их труд не получит должного официального признания.
С 1989 года работала в Музее Анны Ахматовой в Фонтанном доме сначала экскурсоводом, затем научным сотрудником, хранителем фотофонда. В 1990 году организовала в музее выставку и конференцию, посвящённые Велимиру Хлебникову, в 1992 году — ещё одну хлебниковскую выставку.
Преподавала семиотику, русский язык и культуру речи в Северо-западном государственном заочном техническом университете и в Институте бизнеса и менеджмента.
Была активным участником многих конференций в России и за рубежом, посвящённых Хлебникову и русскому авангарду. Публиковалась в газете «Русская мысль» (Париж), журналах Russian Literature (Амстердам), «Русская литература» (Санкт-Петербург), «Филологические записки» (Воронеж), в «Вестниках Общества Велимира Хлебникова» (Москва) и других изданиях.
В 1998 году София Старкина защитила диссертацию на соискание учёной степени кандидата филологических наук на тему «Творчество Велимира Хлебникова 1904—1910 годов (дофутуристический период)».
Была доцентом кафедры иностранных языков Санкт-Петербургского филиала Российской таможенной академии. С 1998 года преподавала на филологическом факультете Санкт-Петербургского государственного университета; читала спецкурс, посвящённый Хлебникову. Читала цикл открытых лекций по футуризму в Музее петербургского авангарда (Доме Матюшина).
София Старкина — автор первой биографии Хлебникова — «Велимир Хлебников. Король времени» (2005). Организатор и главный редактор сайта «Мир Велимира Хлебникова» (www.hlebnikov.ru). В последние годы жизни работала над докторской диссертацией по всему творчеству Хлебникова.
Член жюри поэтической премии имени Велимира Хлебникова «Послушайте!».
Умерла 12 августа 2014 года. Похоронена на Богословском кладбище Санкт-Петербурга. После смерти Старкиной Арсен Мирзаев написал о ней:
…Умерла <…> София Старкина — один из ведущих (можно сказать, лучших, но сама Софа с этим бы не согласилась) специалистов по этому загадочному и таинственному персонажу русской поэзии [Велимиру Хлебникову].

## Награды и премии
- Международная отметина имени отца русского футуризма Давида Бурлюка[11]